# Кашина Нуова (Верчели)
Кашина Нуова је насеље у Италији у округу Верчели, региону Пијемонт.
Према процени из 2011. у насељу је живело 18 становника. Насеље се налази на надморској висини од 232 м.